# 26 floréal
26 germinal 26 prairial
Le sextidi 26 floréal, officiellement dénommé jour du fusain, est le 236e jour de l'année du calendrier républicain.
C'était généralement le 15e jour du mois de mai dans le calendrier grégorien.